# Luis Cobo
Luis Cobo (Sevilla, 12 de noviembre de 1951), también conocido como Manglis, es un guitarrista, compositor, arreglista y productor musical español, nacido en el sevillano barrio de Triana. Cobo es uno de los personajes históricos del llamado rock andaluz.

## Historial
Su primera aparición en disco se remonta al año 1970, cuando participa en el grupo Gong, en un sencillo producido por Gonzalo García-Pelayo. Colaboró también en una de las últimas formaciones de Smash, junto a Silvio y Henrik. Después, en la segunda mitad de los años 1970, fue fundador y guitarra del grupo "Guadalquivir". También colaboró y grabó con el grupo Triana, siendo su guitarrista en las giras, entre 1981 y 1983.
Después, fundaría e impulsaría otros grupos, siempre en una línea de fusión del flamenco con el rock: Manglis, Arrajatabla, junto a Raimundo Amador (1992), Manteca en 1996 junto a una gran variedad de músicos, y Manglis Compás Machine en el 2000.
Desde comienzo de la década de 2000, ha trabajado en fusionar los ritmos de la música india, con el jazz rock y el flamenco. Cobo es uno de los investigadores más inquietos en esa materia, siempre bajo patrones de vanguardia, y rehusando cualquier modo comercial que se utilizan de las mismas. Posee un estudio de grabación propio y actúa como productor musical.

## Discografía
- GONG: A Leadbelly (Keep Your Hands off Her) / There's a Man Going Round (single, 1971)
- GONG: El botellón / That's Right (single, 1971)
- GUADALQUIVIR: Guadalquivir. (LP, 1978) .
- GUADALQUIVIR: Camino del concierto (LP, 1980).
- MANGLIS: Escalera al cielo (LP, 1981).
- MANGLIS: Dandy (1982).
- ARRAJATABLA: Sevilla blues (LP, 1991).
- MANTECA: Pa´ darte gloria (LP, 1996).
- MANTECA: Bailando con cabras (LP, 1998).
- MANGLIS COMPÁS MACHINE: Mandala (CD, 2006).
- MANGLIS COMPÁS MACHINE: Indian heart (CD, 2018).
- GUADALQUIVIR: 40 Aniversario (CD, 2019).
- GUADALQUIVIR: Ole Corea (CD, 2024).
- GUADALQUIVIR: Live Bilbao 1980 (CD, 2024).
- MANGLIS: Live Madrid 1984 (CD, 2024).

## Luis Cobo y la SGAE
Cobo ha adquirido una nueva proyección como consecuencia del escándalo de la SGAE y la detención de Teddy Bautista y José Luis Rodríguez Neri, ya que en 2007 denunció ante la asamblea de socios de la SGAE la existencia de graves irregularidades en la gestión de la SDAE y sus negocios con Microgénesis, apuntando ya la conexión que esta empresa tenía con los directivos de la gestora de derechos y dando origen a las investigaciones que desembocaron en la caída de la cúpula de la SGAE, en 2011. La sociedad de gestión lo sancionó por esta denuncia. Previamente, en 2006, había presentado una denuncia ante un juzgado mercantil por hechos similares. En el proceso electoral para elegir a la directiva, celebrado en junio de 2011 y que fue ganado por la lista que apoyaba a Eduardo Bautista, Cobo se presentó como candidato independiente, con el objetivo de desmontar la estructura denunciada. Unos pocos días después de estas elecciones, la cúpula directiva de SGAE-SDAE fue detenida por la policía en la llamada «Operación Saga».